# 광동수사
광동수사(廣東水師) 또는 광동함대 (廣東艦隊)는 청나라 말기의 근대화된 해군 함대로 남중국해에 배치되었다. 양광총독의 지휘 하에 있었으며, 모항은 광저우 황포로 삼았다. 
광동수사의 역사는 1866년(동치 5년)부터 1868년에 걸쳐 당시의 양광총독이었던 서린이 영국과 프랑스에서 포함을 구입하여, 순찰, 밀수와 해적 단속의 책임을 부여한 것으로 거슬러 올라간다. 1909년(선통 원년)에 광동수사는 남아 있던 북양수사, 복건수사, 남양수사와 통합해 순양함대와 장강함대 두 갈래로 재편되어 그 역사를 끝낸다.

## 개요
초창기 7척의 기계로 가는 함정은 양광총독 서린에 의해 영국과 프랑스에서 건조되어 순찰에 사용되었다. 목조 기선 ‘비룡’, ‘천진’, ‘진해’, ‘안란’, ‘진도’와 포함 ‘광동’과 ‘산동’이었다. 이 가운데 ‘비룡’은 1868년, 태풍에 의해 상실되고, ‘진해’는 몇 년 후 폐함 처분되었다.

## 편성
- 제1차 (1866년 ~ 1868년) : 안란(安瀾), 진도(鎭濤), 징청(澄清), 수정(綏靖), 비룡(飛龍), 진해(鎭海)
- 제2차 (1882년 ~ 1884년)
독일제국에서 만든 어뢰정 11척 : 뇌룡(雷龍), 뇌호(雷虎), 뇌중(雷中), 뇌건(雷乾), 뇌곤(雷坤), 뇌리(雷離), 뇌감(雷坎), 뇌진(雷震), 뇌간(雷艮), 뇌손(雷巽), 뇌태(雷兌)
황포제조창에서 만든 포함 : 광원(廣元), 광형(廣亨), 광리(廣利), 광정(廣貞), 廣金, 광옥(廣玉)
- 제3차 (1867년 ~ 1891년) : 복주선정국에서 만든 순양함 : 광갑(廣甲), 광을(廣乙), 광병(廣丙)
포함 : 광경(廣庚)
- 제4차 (1907년 ~ 1908년) : 나가사키 조선소에서 만든 포함 : 최진(楚泰), 최동(楚同), 초여(楚予), 초유(楚有), 초관(楚観), 초겸(楚謙)

- 어뢰정 : 호붕(湖鵬), 호악(湖鶚), 호응(湖鷹), 호준(湖隼)
- 방호순양함
  - 광갑(廣甲)
  - 광을형(廣乙) : 광을(廣乙) - 광병(廣丙)

## 같이 보기
- 양무운동
- 복건함대
- 북양함대